# Anare Mountains
Anare Mountains är en bergskedja i Antarktis. Den ligger i Östantarktis. Nya Zeeland gör anspråk på området.